# Kathedrale von Versailles

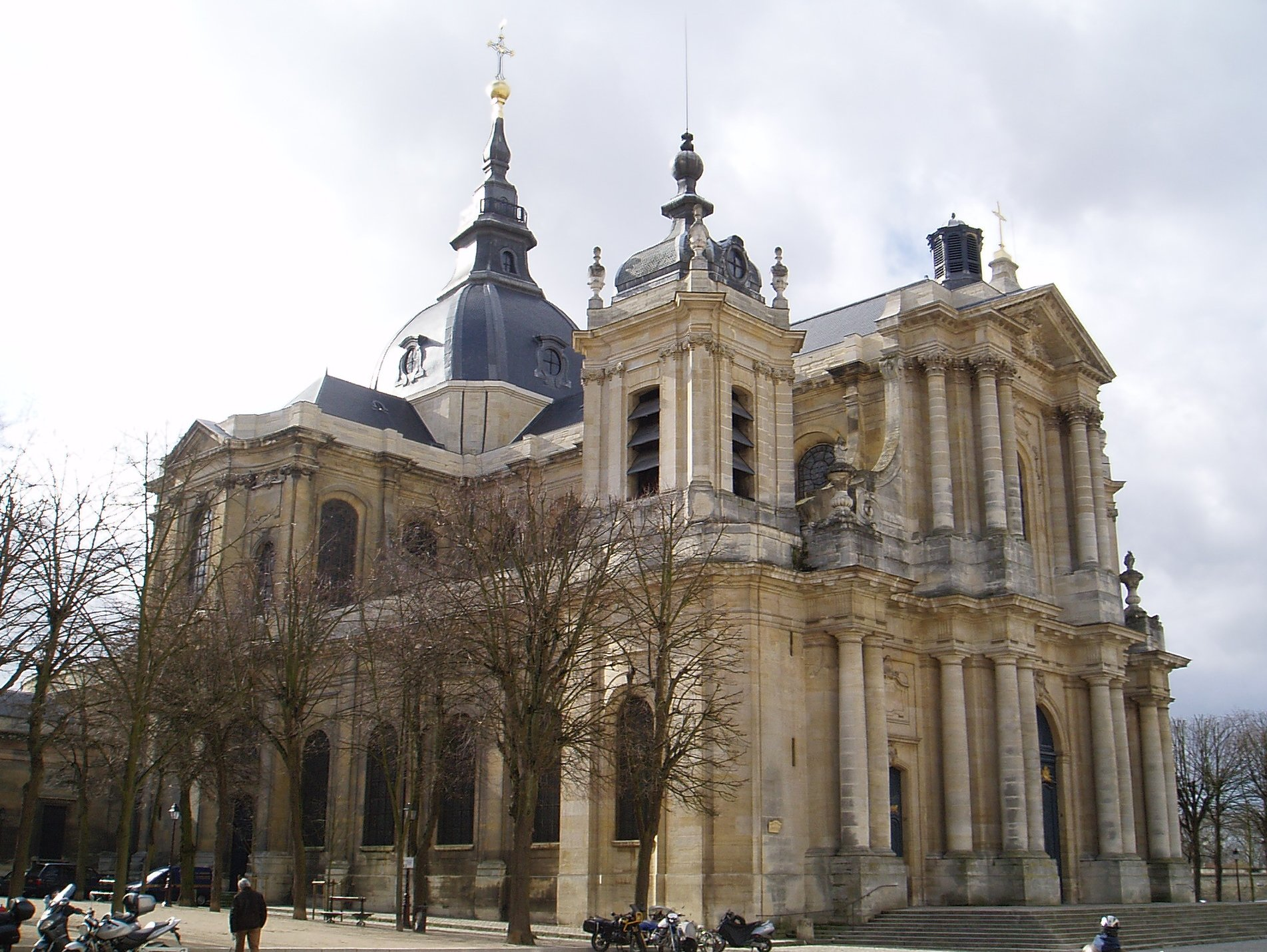
Kathedrale von Nordost

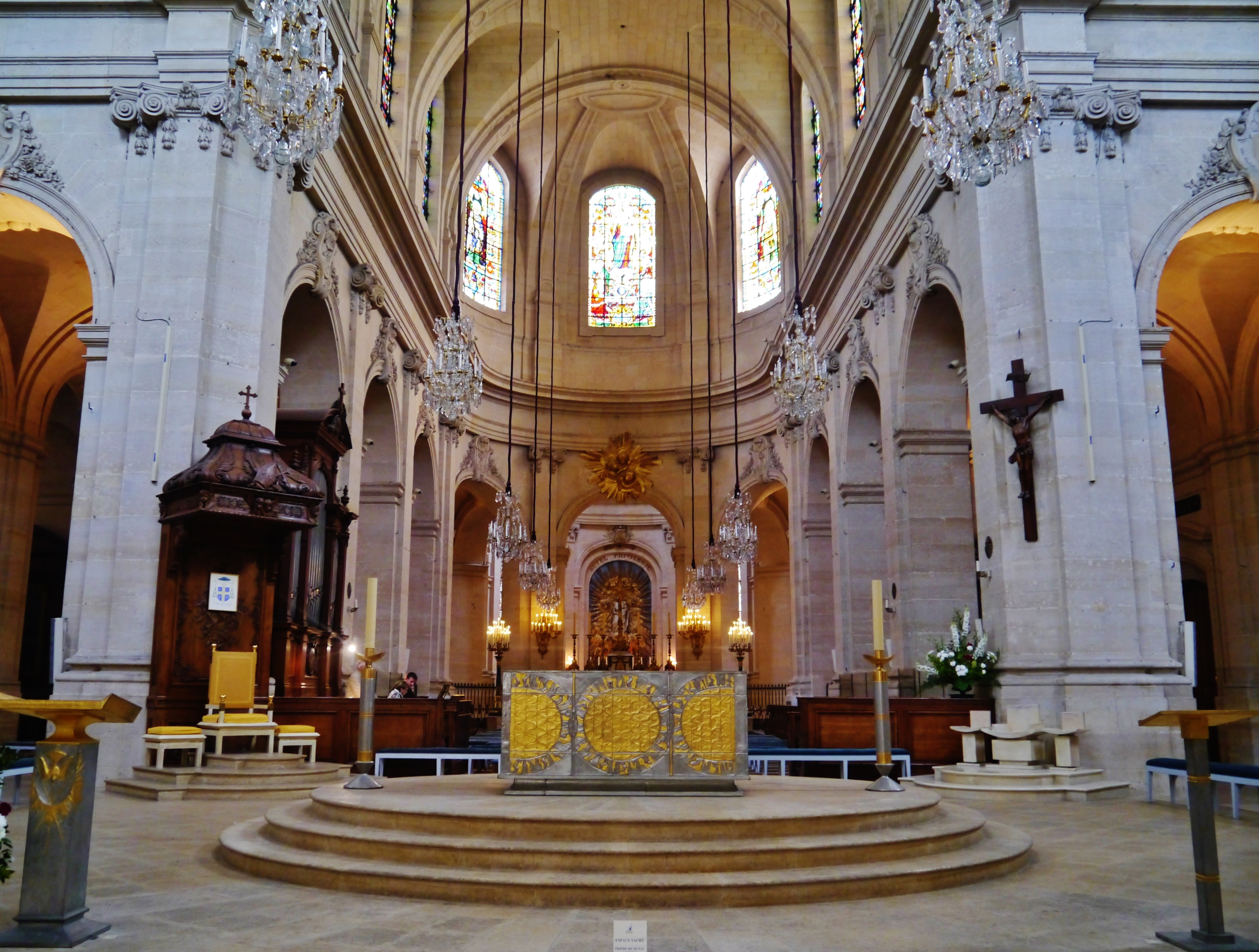
Inneres

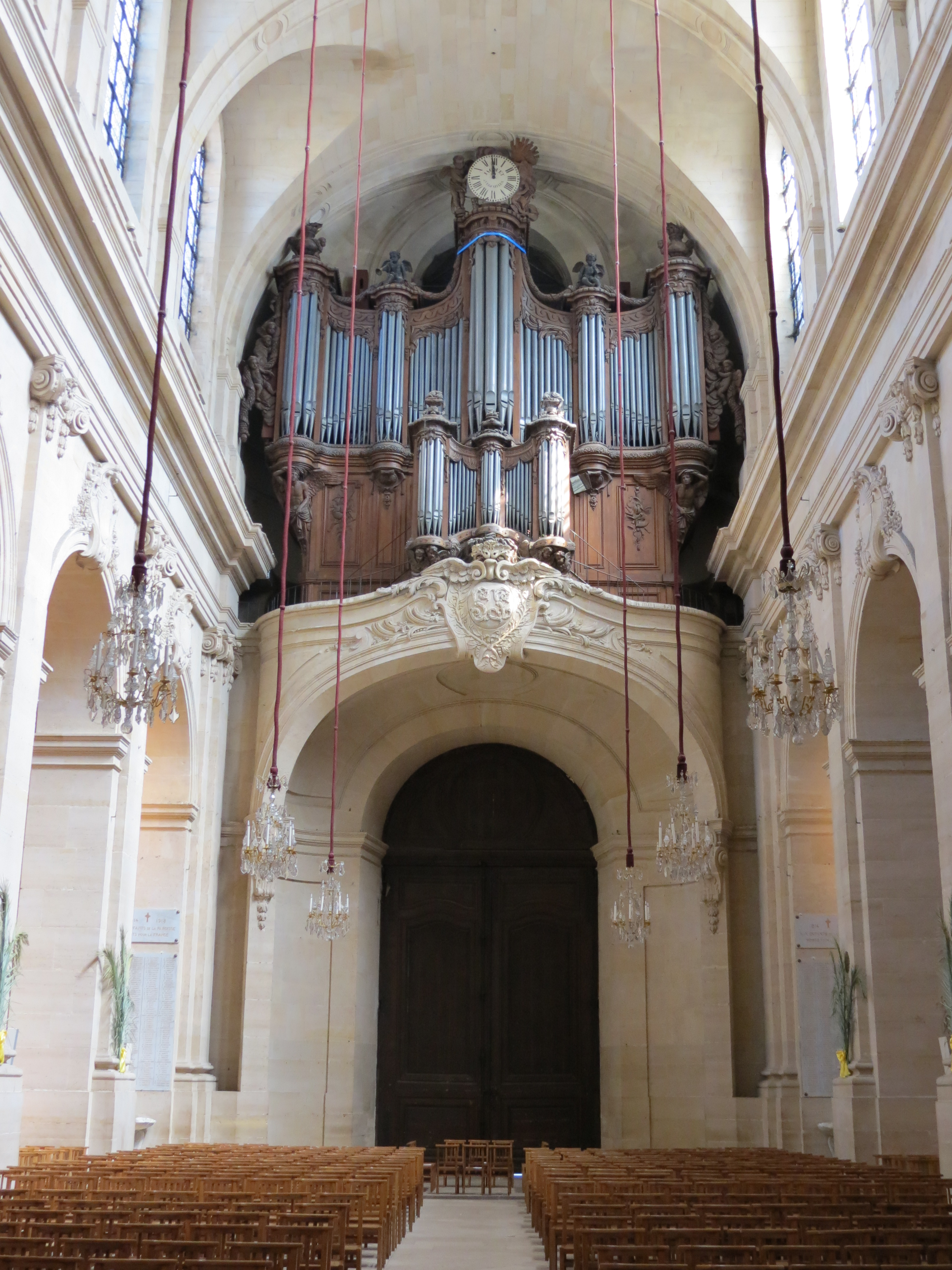
Orgel

Die römisch-katholische Kathedrale Saint-Louis steht in Versailles im Département Yvelines. Sie ist seit 1802 die Bischofskirche des  Bistums Versailles und seit 1906 als Monument historique eingestuft.

## Geschichte
König Ludwig XV. beschloss 1730 den Bau einer zweiten Stadt-Kirche in Versailles (nach der Kirche Notre-Dame). Sie wurde von 1743 bis 1754 von dem Architekten Jacques Hardouin-Mansart de Sagonne (1711–1778) errichtet und diente 1789 mehrfach als Versammlungsort der Generalstände. Von der Französischen Revolution wurde sie geschlossen, 1795 wieder geöffnet. 1802 wurde sie Kathedrale des neu gegründeten Bistums Versailles. Papst Pius VII. besuchte sie am 3. Januar 1805. In jüngster Zeit erlebte sie eine Außenrenovierung, die 2022 abgeschlossen war.

## Abmessungen
Die innere Länge der in Nord-Süd-Richtung gebauten Kirche beträgt 93 Meter, die Breite 38 Meter. Das Kirchenschiff ist 24 Meter hoch. Der auf der Kuppel stehende Turm trägt in 65 Meter Höhe eine vergoldete Kugel mit Kreuzaufsatz.

## Ausstattung
Die Fassade verzieren 16 Säulen. Im Inneren befinden sich das Grabmonument des Herzogs von Berry durch James Pradier, eine als Monument historique klassifizierte Honoratiorenbank (französisch: banc d’oeuvre) sowie zahlreiche Gemälde. Die Orgel von 1760 stammt von dem Orgelbauer Louis-Alexandre Clicquot. Sie hat 3131 Pfeifen.